# Walther Wilbrandt
Walther Wilbrandt (* 11. Januar 1907 in Berlin; † 25. Juli 1979 in Wohlen bei Bern, häufig auch Walter Wilbrandt) war ein deutsch-schweizerischer Physiologe und Pharmakologe. Er wirkte von 1944 bis 1977 als Professor und Institutsdirektor an der Universität Bern und von 1972 bis 1976 als Präsident der Schweizerischen Akademie der Medizinischen Wissenschaften. Für seine Forschung, insbesondere im Bereich der Membranbiologie, wurde er in die Leopoldina aufgenommen und mit der Schmiedeberg-Plakette ausgezeichnet.

## Leben
Walther Wilbrandt wurde 1907 in Berlin als Sohn des Ökonomen Robert Wilbrandt geboren; sein älterer Bruder Hans Wilbrandt wurde Agrarwissenschaftler. Er absolvierte nach dem Besuch des Realgymnasiums in Tübingen ein Studium der Medizin an den Universitäten Tübingen, Freiburg, Berlin, Wien und Kiel, wo er 1931 auch die medizinische Promotion erlangte. Anschließend wirkte er 1932/1933 am Physiologischen Institut der Universität Basel. Nach der Machtergreifung der NSDAP verließ er Deutschland und ging zunächst in die USA, wo er in den Jahren 1934/1935 bei Leonor Michaelis am Rockefeller Institute in New York und bei Rudolf Höber an der University of Pennsylvania tätig war.
Im Jahr 1936 wechselte Walther Wilbrandt als Assistent an das Physiologische Institut der Universität Bern, wo er 1940 für Physiologie habilitiert wurde und in der Folgezeit als Privatdozent tätig war. Fünf Jahre später wurde er dort zum außerordentlichen und 1946 zum ordentlichen Professor und Direktor des Instituts für Pharmakologie berufen. Darüber hinaus wirkte er von 1955 bis 1957 als Dekan der medizinischen Fakultät der Universität und von 1972 bis 1976 als Präsident der Schweizerischen Akademie der Medizinischen Wissenschaften. 1977 wurde er emeritiert.
Walther Wilbrandt war zweimal verheiratet, zunächst mit Renate Rosenberg, der Tochter des Astronomen Hans Rosenberg, später mit Timea Kalman. 1949 wurde ihm in Bern das Schweizer Bürgerrecht verliehen. Er starb 1979 in Wohlen bei Bern.

## Wissenschaftliches Wirken
Walther Wilbrandt widmete sich im Rahmen seiner Forschung insbesondere der Permeabilität von biologischen Membranen sowie den damit in Zusammenhang stehenden Membrantransportprozessen und deren Einfluss auf den Stoffwechsel von Zellen. Dabei konzentrierte er sich vor allem auf den Transport von Zuckern durch die Membran von Erythrozyten. Darüber hinaus beschäftigte er sich mit der Regulation der Kontraktion des Herzmuskels durch Calciumionen und Herzglykoside.

## Auszeichnungen
Walther Wilbrandt gehörte ab 1962 der Deutschen Akademie der Naturforscher Leopoldina an. Die Deutsche Pharmakologische Gesellschaft verlieh ihm 1977 mit der Schmiedeberg-Plakette ihre höchste Ehrung.